# Деятельность

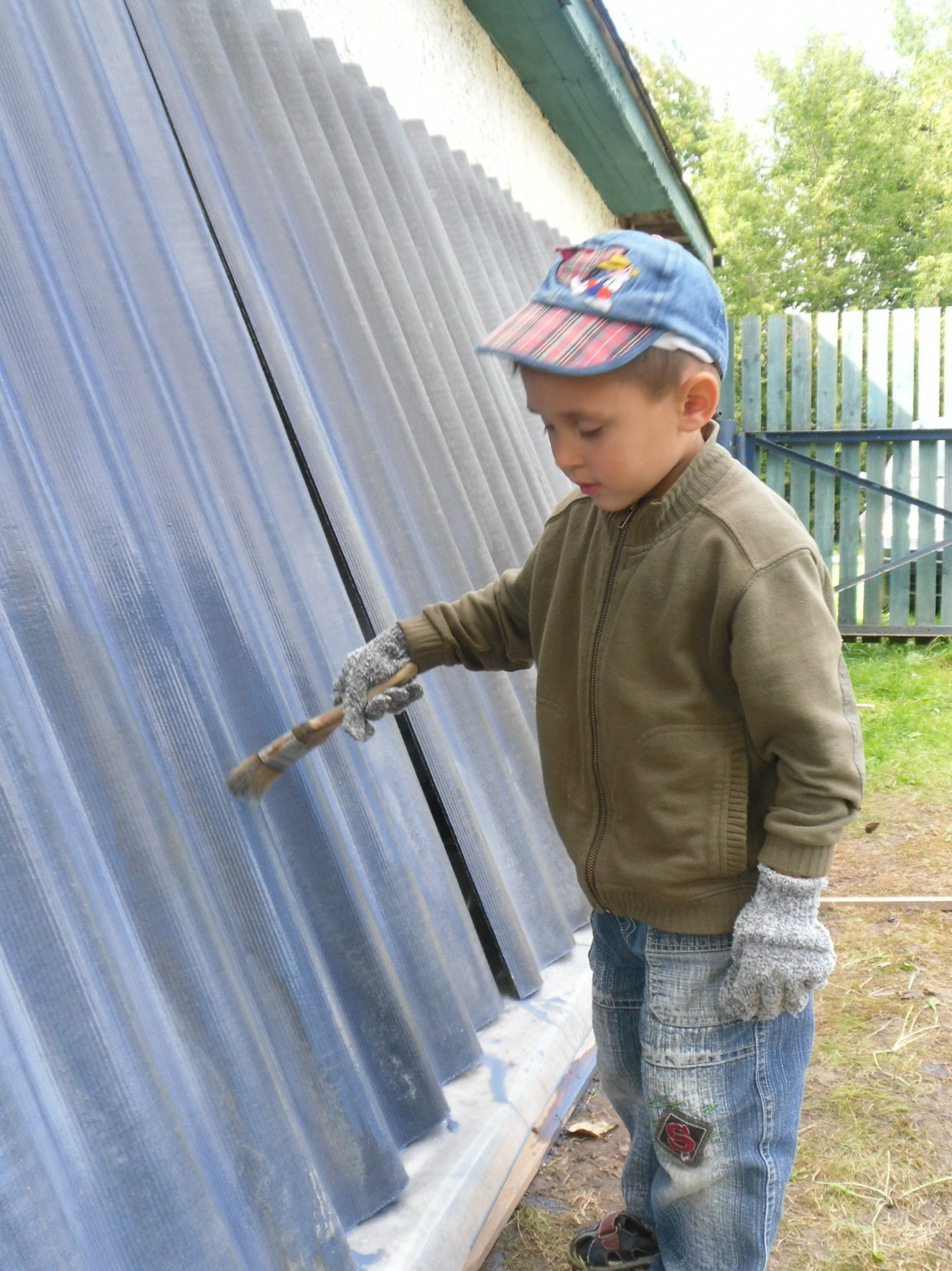
Деятельность одновременно: игровая, познавательная и трудовая

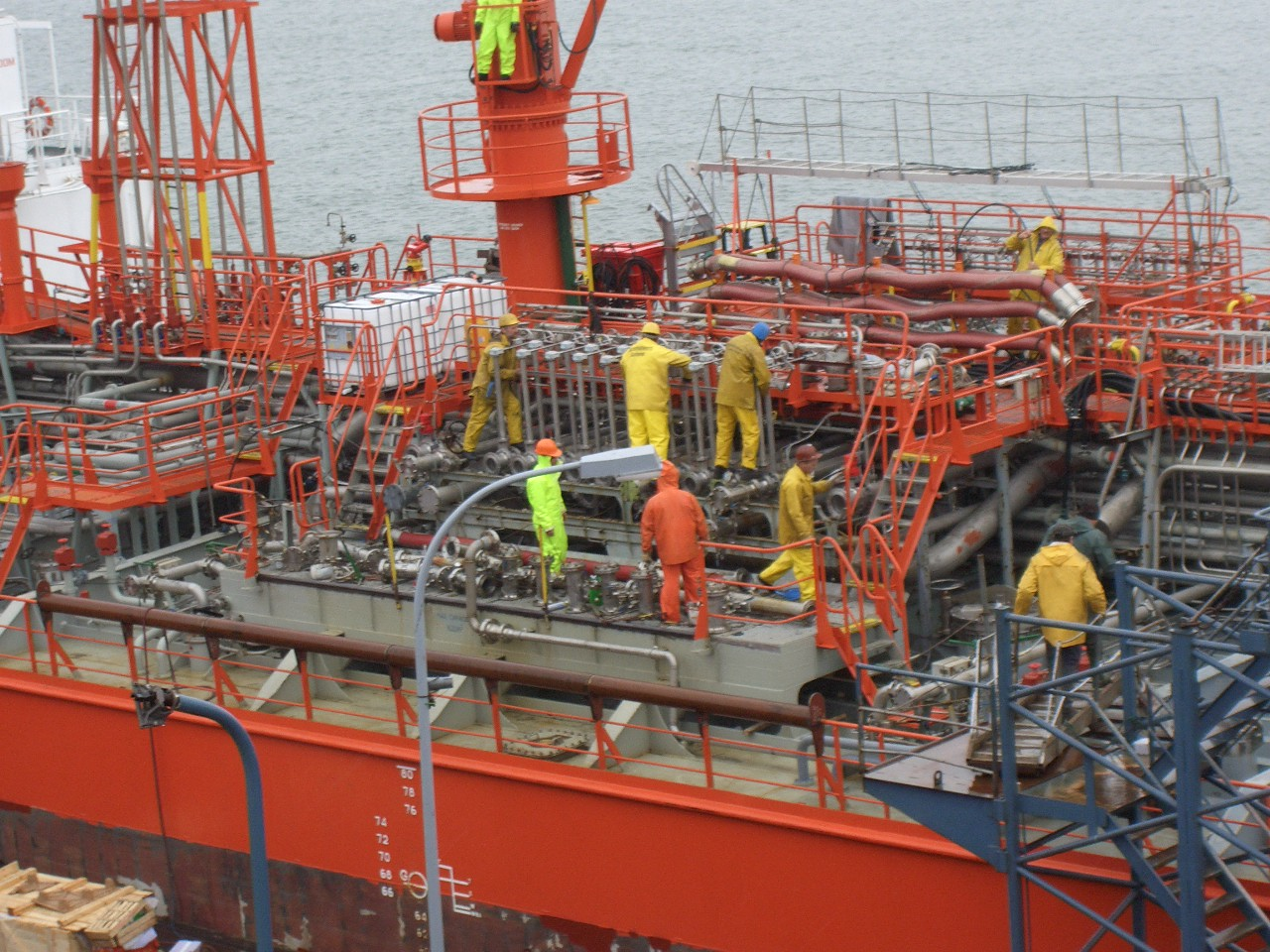
Люди, занятые оплачиваемой деятельностью — работой

Де́ятельность — сознательное активное взаимодействие субъекта (разумного существа) с объектом (окружающей действительностью), во время которого субъект целенаправленно воздействует на объект, удовлетворяя какие-либо свои не экономические потребности, достигая цели.
Основным условием, сыгравшим решающую роль в происхождении и развитии физических и духовных свойств человека, является труд. С трудом генетически связаны и многие другие виды любой деятельности (игра, обучение). 
«Деятельностью» можно назвать любую осмысленную активность человека или организации. Деятель — это человек, развивающий какую-либо деятельность: государственный деятель, деятель искусства, деятель политики, военный деятель и так далее. Синонимы к слову «деятельность»: труд, дело, работа, занятие, движение и другие.

## Общие сведения
В деятельности, как положительной, так и отрицательной, можно выделить (предполагается наличие) следующие, выполняемые в общем случае, процессы:
1. процесс принятия решения;
2. процесс вовлечения в деятельность;
3. процесс целеполагания;
4. процесс проектирования плана (программы) действий;
5. процесс осуществления плана (программы) действий;
6. процесс анализа результатов действий и сравнение их с поставленными целями;
7. процессов организационных, в том числе создание структур, процессов управления и планирования.

Возможно использование других оснований для структурного представления деятельности, определяемых задачами и целями исследования. Модели деятельности в этом случае строятся из соображений удобства, полезности и достаточности.
Первым в советской психологии автором и разработчиком разноуровневой концепции организации поведения, психологии деятельности, психологии личности и психологической теории развития субъекта в деятельности и в общении, которая развивалась позднее С. Л. Рубинштейном, В. С. Мерлиным и А. Н. Леонтьевым, Б. Г. Ананьевым, Г. В. Суходольским был М. Я. Басов.

## Философия

### Деятельность у Аристотеля
Аристотель различал несколько видов деятельности:
- труд (τὰ ἔργα, «дела»), относятся охота, земледелие, садоводство и прочие хозяйственные дела, чаще всего исполняемые по чужому приказу или вследствие жизненной необходимости, не требующие творчества («несвободная деятельность», «рутина»);
- творческая деятельность (ποίησις, «продуктивное действие»), занятия свободных граждан: изготовление вещей, а также скульптура, рисование, поэзия и тому подобное, требующие творческого воображения;
- публичная деятельность, поступки (πρᾶξις), власть, управление, политика, война и тому подобное, а также отдельные общественно-значимые поступки (например, публичные выступления), требующие свободной воли;
- чистое познание, не имеющее практических целей и достигаемое созерцательной жизнью (βίος θεωρητικός).

Низшей формой деятельности Аристотель считал труд, высшей — чистое познание.

### Деятельность у Маркса
Для К. Маркса любая деятельность — человеческий способ отношения к миру; представляет собой процесс, в ходе которого человек творчески преобразует природу, делая тем самым себя деятельным субъектом, а явления природы — объектом своей деятельности. Политика для Маркса — это преобразование человеком самого себя через преобразование человеческого общества. Высшей формой деятельности Маркс считал не чистое познание, а познание с целью преобразования общества:
Философы лишь различным образом объясняли мир; но дело заключается в том, чтобы изменить его.

### Деятельность у Кроче
Итальянский философ Бенедетто Кроче рассматривает деятельность (attivita, активность) как духовную форму (forme spirituale), поскольку деятельность немыслима без воли, которая является важнейшей характеристикой духа. Деятельность имеет внутреннюю структуру в зависимости от тех ценностей (valore), которыми она руководствуется. Теоретическая деятельность (l’attivita teoretica) направлена на поиск истины (vero) и достижение красоты (bello). Практическая деятельность (l’attivita pratica) ищет пользы (utile) и справедливости (giusto). Далее Кроче классифицирует деятельность по следующим основаниям:
- стремление к истине создаёт науку;
- стремление к красоте — искусство;
- стремление к пользе — экономику;
- стремление к справедливости — мораль[4].

Эффект достижения цели называется удовлетворённостью (soddisfazione).

## Типы и виды деятельности
Психологами выделяются:
1. Игровая деятельность
2. Познавательная деятельность, включая учебную
3. Трудовая деятельность
4. Деятельность общения
5. Творческая деятельность, как когнитивно-преобразовательная, так и создание принципиально нового, социально значимого продукта
6. Другие виды деятельности (основная, второстепенная, террористическая и так далее).

Также есть государственная, общественная, частная и другие виды и типы деятельности.

### Профессиональная деятельность
Профессиональная деятельность — любая сложная деятельность, которая предстаёт перед человеком как конституированный способ выполнения чего-либо, имеющий нормативно установленный характер. Профессиональная деятельность является объективно сложной, поэтому она трудна для освоения, требует длительного периода теоретического и практического обучения.
Профессиональная деятельность традиционно рассматривается как вид трудовой деятельности.
Словосочетание «профессиональная деятельность» употребляется в двух вариантах:
- как обозначение трудовой деятельности, характеризующейся высокими показателями качества и эффективности;
- как обозначение сложной продуктивной деятельности в рамках профессии.

### Виды деятельности по отношению субъекта к реализуемому объекту
Типы деятельности выделяются по типам отношения субъекта к миру объектов, реализуемых в этих формах деятельности:
- Практическая деятельность направлена, прежде всего, на преобразование мира в соответствии с поставленными человеком целями.
- Познавательная деятельность служит целям понимания объективных законов существования мира, без которого невозможно выполнение практических задач.
- Эстетическая деятельность — понятие, отражающее формы и проявления человеческой деятельности, детерминированые эстетической потребностью, предполагает трансляцию (передачу) смыслов, определяемых ценностными ориентациями того или иного социума и индивида.
- Управленческая деятельность, направленная на управление организациями.